# ジメシチルアンモニウムペンタフルオロベンゼンスルホナート
ジメシチルアンモニウムペンタフルオロベンゼンスルホナート（dimesitylammonium pentafluorobenzenesulfonate）とは、ジアリールアミンとペンタフルオロベンゼンスルホン酸の塩で、エステル化の縮合触媒（縮合剤）である。
2005年に石原一彰らによって開発された。エステル化で副生する水を除去する必要がなく、幅広いカルボン酸とアルコールの組み合わせが可能である。

## 概要
ジメシチルアンモニウムペンタフルオロベンゼンスルホナートは嵩高い構造をしており、活性中心の疎水性を高めている。その結果、縮合反応で生じる副生成物のH2Oを遠ざけることになり、逆反応である加水分解を抑える働きをすると考えられている。